# 短吻孔雀鯛
短吻孔雀鯛，為輻鰭魚綱鱸形目隆頭魚亞目慈鯛科的其中一種，分布於非洲馬拉威湖南部流域，為特有種，體長可達8公分，棲息在中底層水域。

## 擴展閱讀
維基物種上的相關：短吻孔雀鯛